# هانا بردال أوفتدال
هانا بردال أوفتدال (بالنرويجية البوكمول: Hanna Bredal Oftedal)‏ مواليد 4 يوليو 1994 في أوسلو، هي لاعبة كرة يد نرويجية تلعب كظهير أيمن. مثلت منتخب النرويج لكرة اليد للسيدات.

## الإنجازات
- بطولة العالم لكرة اليد للسيدات شباب:
  - الميدالية البرونزية: 2012

## روابط خارجية
- هانا بردال أوفتدال على موقع الاتحاد الأوروبي لكرة اليد (الإنجليزية)
- هانا بردال أوفتدال على موقع الاتحاد النرويجي لكرة اليد (النرويجية)